# بورخا فاليرو
بورخا فاليرو إغليسياس (بالإسبانية: Borja Valero Iglesias)‏، من مواليد 12 يناير 1985 في مدريد في إسبانيا، لاعب كرة قدم إسباني سابق.
انتقل إلى نادي فياريال في عام 2010، حتى صيف 2012 انتقل إلى فيورنتينا.

## روابط خارجية
- بورخا فاليرو على موقع الاتحاد الأوربي (الإنجليزية)
- بورخا فاليرو على موقع إي إس بي إن إف سي (الإنجليزية)
- بورخا فاليرو على موقع قاعدة بيانات كرة القدم.إي يو (الإنجليزية)
- بورخا فاليرو على موقع ليكيب (الفرنسية)
- بورخا فاليرو على موقع ناشيونال فوتبول تيمز (الإنجليزية)
- بورخا فاليرو على موقع Soccerbase.com (لاعب) (الإنجليزية)
- بورخا فاليرو على موقع Soccerway.com (الإنجليزية)
- بورخا فاليرو على موقع عالم كرة القدم.نت (الإنجليزية)
- بورخا فاليرو على موقع كووورة
- بورخا فاليرو على موقع AS.com (الإسبانية)